# Lijst van alumni van de Willem de Kooning Academie
De volgende personen zijn alumni van de Willem de Kooning Academie en voorlopers zoals de Academie voor Beeldende Kunsten Rotterdam, de Academie van Beeldende Kunsten en Technische Wetenschappen.

## A
- Johan Akkeringa
- Constant Joseph Alban
- Allie van Altena
- Woody van Amen
- Gabrielle Anceaux
- Hans Andringa
- Karin Arink

## B
- Will Bakker
- Nel Barendregt
- Karl Jakob van Beekum
- J.A.M. Beerkens
- George Belzer
- Willem van den Berg
- Pieter den Besten
- Herman Bieling
- N. Biezeveld
- Liesbeth Bik
- Melle de Boer
- Willem Boon
- Loréne Bourguignon
- Henk de Bouter
- Machiel Brandenburg
- Michiel Brinkman
- Kees Broerse
- Sjoerd Buisman
- Piet Buskens

## C
- Edith Cammenga
- Lieven De Cauter
- Hendrik Chabot
- Wim Chabot
- Andries Copier

## D
- Chris Dagradi
- Ad Dekkers
- Simone Dettmeijer
- Dora Dolz
- Kees van Dongen
- Leen Droppert
- Cor van Dijk
- Ineke van Dijk
- Krijn van Dijke

## E
- Cornelis van Eesteren
- Otto Egberts
- Dick Elffers
- Kees Elffers
- Ron van der Ende

## F
- Marleen Felius
- Mathieu Ficheroux
- Rutger Fuchs

## G
- Jacqueline van de Geer
- Adriaan Groenewegen
- Hedy Gubbels
- Klaas Gubbels
- Johann Margaretha Gütlich

## H
- Aad de Haas
- Jos Hachmang
- Hank Hans
- Evert den Hartog
- Jaap Hartman
- Theo ten Have
- Herman Helle
- Kuin Heuff
- Marie Heijermans
- Gerrie Hondius
- Barend Hooijkaas jr.
- Siem van den Hoonaard
- O.C. Hooymeijer
- Willem Hussem

## I
- Clazien Immink

## J
- Jan van der Jagt
- Herman Gerard Jansen
- Leo de Jong
- Henk 't Jong

## K
- Else Kalshoven-Biermans
- Jan Kamman
- Toon Kelder
- Martin Kers
- Herman van der Kloot Meijburg
- Willem de Kooning
- Cor Kraat
- Cor van Kralingen
- Eva Krause
- Ella Koopman
- Toon Koster

## L
- Marius de Leeuw
- Heleen Levano
- Joep van Lieshout
- Frits Linnemann
- Klaar van der Lippe
- Marieke van der Lippe
- Sander Littel
- Nadia van Luijk

## M
- Tjaarke Maas
- Huig Maaskant
- Marie Henri Mackenzie
- Hasna El Maroudi
- Johan Hendrik van Mastenbroek
- Jos van der Meulen
- Martinus Leonardus Middelhoek
- Simon Miedema
- Olaf Mooij
- Chris de Moor
- Ronald Motta
- Jan van Munster

## N
- Bernadine de Neeve
- Jan Neggers
- Albertus Johannes Augustus Neuhuys
- Cor de Nobel
- Tineke Nusink
- Dirk Nijland

## O
- Arend Odé

## P
- Sander van de Pavert
- Hans Petri
- Jentsje Popma
- Willy Pot

## R
- John Rädecker
- Frans Ram
- Huibert Antonie Ravenswaaij
- Marcus Ravenswaaij
- Els van Rees-Burger
- Han Rehm
- Sjaak van Rhijn
- Bernard Richters
- Marius Richters
- Willem Cornelis Rip
- Loes Riphagen
- Erikjan Roodbol
- Gust Romijn
- Louis van Roode
- Peter Roovers
- Sjaak van Rhijn

## S
- Daan Samson
- Don Satijn
- J.C.J. van Schagen
- Rik van Schagen
- Luuk Scholten
- Peter Scholten
- Ben Schot
- Andreas Schotel
- Ad Schouten
- Paul Schuitema
- Jan Sinke
- Maarten Slappendel
- Frédérique Spigt
- Cuno van den Steene
- Wouter Stips
- Frans van Straaten
- Piet van Stuivenberg
- Jan Stuivinga
- Theo Stuivinga

## T
- Henk Tas
- Iléne Themen
- Kees Timmer
- Kees Torn

## V
- Karel van Veen
- Petrus van der Velden
- Willem van Veldhuizen
- Reintje Venema
- Hans Verweij
- Ronald Vierbergen
- Rutger Vink
- Hermanus Petrus Josephus de Vries
- Anton Vrede
- Tonio van Vugt

## W
- Edu Waskowsky
- Alfred van Werven
- Willem Westbroek
- Fiep Westendorp
- Kees van de Wetering
- Jan de Winter

## X Y Z
- Esma Yiğitoğlu
- August Zinsmeister
- Peter van Zoetendaal
- Wim Zwiers